# Формоса
За провинция Формоса вижте Формоса (провинция).
Формо̀са (на испански: Formosa) е град в Аржентина. Разположен е в Северна Аржентина, на десния бряг на река Парагвай. Главен град е на едноименната провинция Формоса. Основан е на 8 април 1879 г. На 120 km северно от Формоса обратно по течението на реката е столицата на Парагвай Асунсион. Население 209 787 жители от преброяването през 2001 г.